# Federazione pallavolistica del Paraguay
La Federazione paraguaiana di pallavolo (spa. Federación Paraguaya de Voleibol, FPV) è un'organizzazione fondata per governare la pratica della pallavolo in Paraguay.
Organizza il campionato maschile e femminile, e pone sotto la propria egida la nazionale maschile e femminile.
Ha aderito alla FIVB nel 1955.